# Jan Hendrik Tromp Meesters
Jan Hendrik Tromp Meesters (Steenwijk, 30 mei 1855 - Amsterdam, 25 september 1908) was een Nederlandse ondernemer, filantroop en politicus.

## Leven en werk

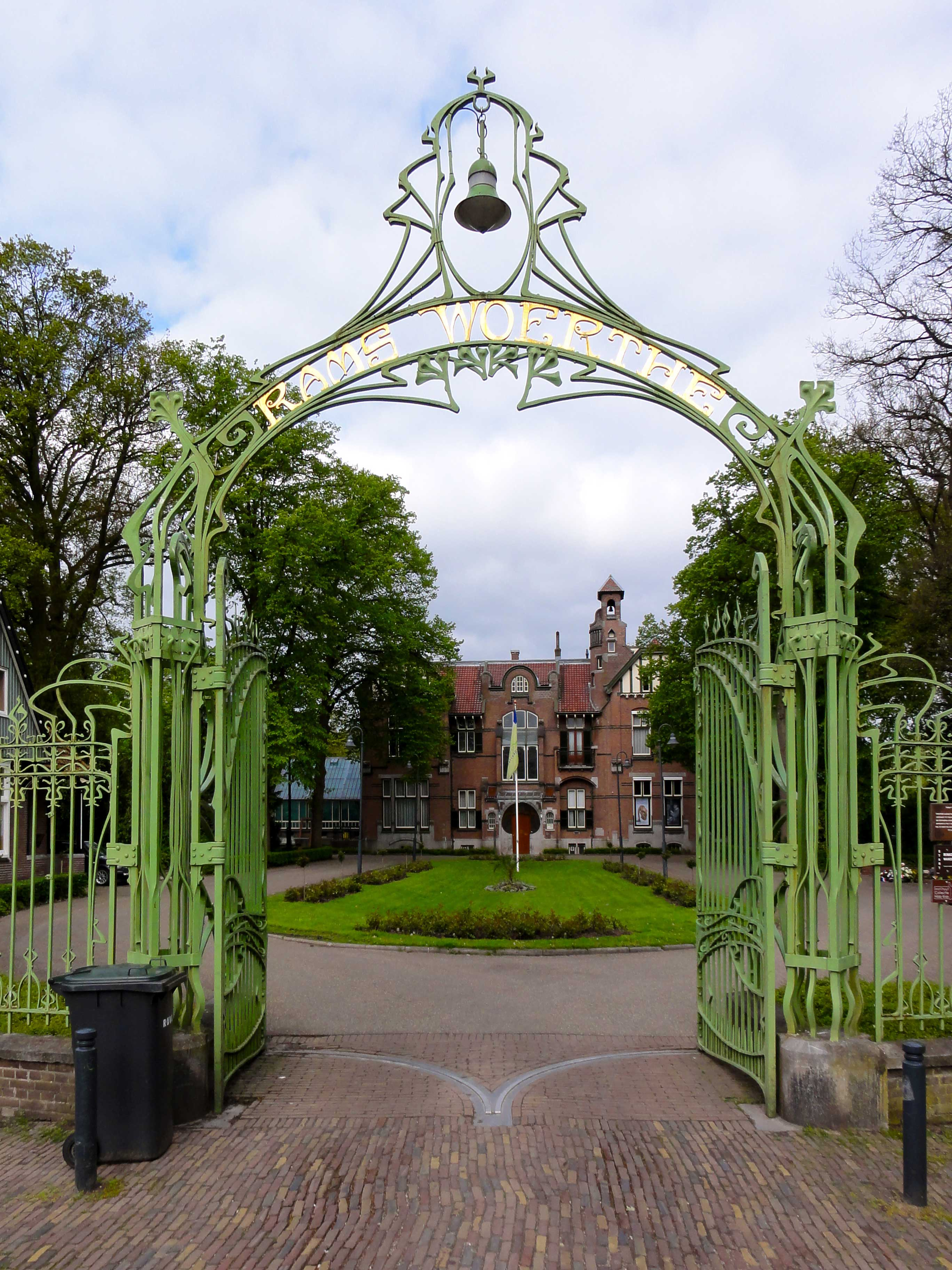
Rams Woerthe, aangelegd in opdracht van Jan Hendrik Tromp Meesters

Tromp Meesters was een zoon van de Steenwijkse houthandelaar Salco Tromp Meesters en Aidina Susanna Viëtor. Samen met zijn broer Jan erfde hij in 1895 het bedrijf en het kapitaal van zijn vader. Tromp Meesters liet de villa Rams Woerthe in Steenwijk bouwen en liet het bijbehorende park in Engelse landschapsstijl aanleggen door Hendrik Copijn. De grond voor het park en de villa kocht hij in 1897 voor 23.200 gulden van de gemeente Steenwijk. Hij kreeg toestemming om de Steenwijker Aa, die door dit land stroomde, af te sluiten. Als tegenprestatie liet hij een verbinding tussen de Steenwijker Aa en het Steenwijkerdiep graven. Hij was niet alleen ondernemer, maar vervulde in Steenwijk diverse maatschappelijke functies. Hij stimuleerde het onderwijs in zijn woonplaats door de oprichting van een ambachtsschool en een HBS. Ook hield hij zich actief bezig met de verbetering van de volkshuisvesting, de gezondheidszorg en de wering van de bedelarij. Hij was voorzitter van de Kamer van Koophandel. Hij wist een tramverbinding tussen Steenwijk en Oosterwolde te bewerkstelligen. Politiek gezien behoorde hij tot de liberale stroming. Van 1887 tot 1896 was hij gemeenteraadslid van Steenwijk en van 1904 tot 1908 was hij lid van Provinciale Staten van Overijssel.
Tromp Meesters trouwde op 3 juli 1889 in Groningen met zijn in Winschoten geboren achternicht Anna Catharina Viëtor, dochter van de hoogleraar Jan Freseman Viëtor en Anna Maria Binkhorst. Hij overleed in 1908 op 53-jarige leeftijd na een langdurige ongesteldheid in de ziekenverpleging aan de Prinsengracht in Amsterdam.
Ter gelegenheid van het 140-jarig bestaan van de Opregte Steenwijker Courant in 2009 werd hij gekozen tot Man van het Land van de Steenwijker Courant. In Steenwijk werd in 1908 een straat naar hem genoemd waaraan in 1909 de HBS van Steenwijk werd gebouwd. Ook de naam van regionale scholengemeenschap Tromp Meesters herinnert aan deze Steenwijkse ondernemer en filantroop.
Zijn zoon Jan Fresemann Tromp Meesters was beeldhouwer en tekenaar.  